# 열역학 제0법칙
열역학 제0 법칙(zeroth law of thermodynamics)은 열적 평형 상태를 설명하는 법칙으로, 두 열역학계 A와 B가 열역학계 C와 각각 열평형 상태이면, A와 B도 열평형 상태라고 한다. 따라서 여러 계들 사이의 열역학적 평형이라는 관계는 추이적(transitive)이다.
두 계가 열만 투과시킨 벽에 의해 연결되어 있고 시간에 따라 변하지 않을 때 두 계는 열평형 관계에 있다고 말한다. 용어상의 편리를 위해 계들이 열전달을 위해 연결되어 있지 않지만, 열만 투과시키는 벽으로 연결하더라도 열전달이 안된다면 여전히 열 평형의 관계에 있다고 한다.
열역학 제0법칙의 물리적 의미는 Maxwell에 의해 "모든 열은 같은 종류이다"로 표현된다. 또한 "열이 통하는 모든 벽은 동등하다"로 표현되기도 한다.
이 법칙은 열역학을 수학적으로 구축할 때 중요한데 이때 '열평형 관계는 동치관계(equivalence relation)이다'라는 사실을 필요로 한다. 이 정보는 유효한 온도계의 물리적 존재와 어울리는 온도를 수학적으로 정의할 때 필요하다.

## 동치 관계로서의 열역학 제0법칙
열역학계는 내부적으로 열평형 상태에 있는 것으로 정의된다. 즉, '시간이 지남에 따라 관찰 가능한 상태(거시 상태)에 변화가 없고 흐름이 발생하지 않는다'로 정의된다. 열역학 제0법칙에 대한 정확한 진술 중 하나는 열평형의 관계가 한 쌍의 열역학계에 대한 동치 관계라는 것이다. 즉, 각각 내부적으로 열평형 상태에 있는 모든 계들의 집합은 부분집합으로 나누어 질 수 있는데, 이 때 각각의 계는 오직 하나의 부분집합에 속하게 되고, 계가 속한 부분집합의 다른 모든 원소들과는 열평형상태이지만, 속하지 않은 다른 부분집합의 원소들과는 열평형 상태가 아니다. 이것이 의미하는 바는 각각의 계에 고유한 꼬리표(tag)를 부여할 수 있으며, 두 계의 꼬리표가 동일하면 서로 열평형 상태에 있고, 꼬리표가 다르면 서로 열평형 상태에 있지 않다는 것이다. 이러한 특성은 경험에 의거한 '온도'를 '꼬리표'로 사용하는 것을 정당화한다. 경험에 의거한 온도는 "뜨거움" 또는 "차가움"과 관련하여 열적으로 평형인 계들 사이에 순서 및 연속성과 같은 관계를 주기도 하지만, 이것은 열역학 제0법칙이 의미하는 바는 아니다.

만약 어떤 열역학계가 자기 자신과 열평형 상태에 있다는 것이 정의된다면 (즉 열평형이 반사적 reflexive 이라면), 열역학 제0법칙은 다음과 같이 정의될 수 있다: 
 "물체 C가 다른 두 물체 A, B와 열평형 상태라면, 물체 A와 B는 열평형 상태에 있다." 
  이 진술은 열평형이 열역학계 사이의 'left-Euclidean relation(좌-유클리드 관계)'이라는 뜻이다(left-Euclidean relation: for every a, b, c in X, if a is related to b and c, then b is related to c.). 또한 모든 열역학계가 자기 자신과 열평형 상태에 있는 것이 정의된다면, 열평형은 반사관계이기도 하다. 반사관계와 유클리드 관계를 동시에 만족하는 이항 관계는 동치 관계이다. 암묵적으로 반사관계를 만족한다는 가정하에 때때로 열역학 제0법칙은 다음과 같이 'right-Euclidean statement(우-유클리드 관계)'로 표현된다:
"만약 두 계가 다른 한 계와 열평형 상태라면, 그 두 계는 서로 열평형 상태에 있다."
 동치 관계의 결과 중 하나는 '평형 관계는 대칭적(symmetric)'이라는 것이다. 즉 A가 B와 열평형 상태에 있다면 B가 A와 열평형 상태에 있다는 것이다. 따라서 우리는 두 계가 서로 열평형을 이루었다고 할 수도 있고 그들이 상호 평형 관계에 있다고 할 수도 있다. 동치 관계의 또다른 결과는 열평형이 추이적 관계(transitive relation)이며 때때로 다음과 같이 표현된다: 
 "만약 A가 B와 열평형 상태에 있고 B와 C가 열평형 상태에 있다면, A와 C는 열평형이다." 
 반사관계와 추이적 관계는 동치 관계를 보장해주지는 못한다. 위의 진술이 참이 되기 위해서는 반사관계(reflexivity)와 대칭관계(symmetry)가 암묵적으로 가정되어야 한다.
온도의 측정에 있어서 직접적으로 적용되는 것은 유클리드 관계이다. 이상적인 온도계는 측정하는 계의 상태를 측정 가능한 정도로 변화시키지 않는 온도계이다. 계의 온도를 변하게 하지 않는 이상적인 온도계의 측정값이 '열적으로 평형 상태인 계들로 이루어진 집합의 동치류'에 붙이는 꼬리표(tag)로써 적합하다고 가정할 때, 두 계에 대해 온도계가 같은 측정값을 준다면 두 계는 열평형 상태이며, 만약 우리가 두 계를 열적으로(열이 이동할 수 있게) 접촉시킨다면 두 계에 어떠한 변화도 없을 것이다. 만약 두 계의 온도 측정값이 다르다면, 두 계를 열적으로 연결하였을 때 두 계의 상태가 변할 것이고 이 변화가 완전히 일어나 종료되었을 때 다시 온도계로 측정한다면 온도계는 같은 측정값을 줄 것이다. 이 마지막 상태의 온도 측정값에 대하여 열역학 제0법칙은 아무런 정보도 제공하지 않는다.

## 온도의 정립
열역학 제0법칙은 열평형을 동치 관계로 정의한다. 어떤 집합에 적용되는 동치 관계는 그 집합을 서로 공통원소를 갖지 않는 부분집합의 무리로 쪼갠다. 즉, 모든 부분집합들의 합집합은 전체 집합이며, 부분집합끼리 공통되는 원소가 없는 것이다(이러한 의미에서 쪼갠다는 표현이 적합하다). 열역학 제0법칙의 경우에, 이러한 부분집합들은 상호 평형 관계에 있는 계들로 이루어져 있다. 이렇게 부분집합으로 쪼개면 각각의 원소들이 어떤 부분집합에 속하는지 알려주는 고유의 '꼬리표'를 정할 수 있다. 꼬리표를 붙이는 것은 무작위적일 수 있지만, 온도는 단지 실수(real number system)를 꼬리표로 사용하는 하나의 과정이다. 열역학 제0법칙은 '꼬리표'를 붙이기 위해 적절한 열역학 계를 온도계로 사용하는 것을 정당화하며, 경험적인 온도계는 무제한으로 가능하다.  어느 쪽이 더 차갑거나 더 뜨거운 순서나 연속성을 온도에 부여하기 위해서는 즉 절대온도나 열역학적 온도(thermodynamic temperature)를 정의하기 위해서는 열역학 제2법칙이 필요하다.
열역학적 매개변수(thermodynamic parameter)로 표현되는 공간에서, 일정한 온도를 가지고 있는 영역은 곡면이 되는데, 인접한 곡면들은 온도에 의해 자연스런 순서가 정해진다. 따라서 이러한 곡면들로 연속적인 상태 변화를 나타내는 온도 함수를 구축할 수 있다. 일정한 온도를 가지는 곡면의 차원수는 열역학적 매개변수의 수보다 하나 작다. 따라서 세 개의 매개변수 P(압력), V(부피), N(몰수)으로 기술되는 이상기체의 온도 곡면은 2-차원이다.
예를 들어, 만약 이상기체로 이루어진 두 계가 평형 상태에 있다면, 등식 ⁠P1V1/N1⁠ = ⁠P2V2/N2⁠ 이 성립하고, 이때 Pi는 i번째 계의 압력, Vi는 부피, 그리고 Ni는 기체의 몰수를 나타낸다.
'⁠PV/N⁠ = 일정'인 곡면은 열역학적 온도가 같은 곡면을 정의하며, 이때 ⁠PV/N⁠ = RT를 만족하는 T를 정의하는 꼬리표를 만들 수 있다. 이제 이 계는 다른 계를 측정하기 위한 온도계로 이용될 수 있다. 이러한 계는 "이상기체 온도계"로 알려져 있기도 하다.
한편, 열역학 제0법칙에 초점을 맞추면, Maxwell이 "모든 열은 같은 종류이다"라고 말한 것과 같이 열이 통하는 벽은 한 종류 뿐이며 열도 한 종류 뿐이다. 다른 한편으로 좀머펠트가 다음과 같이 말한 것처럼 열전달에도 등급이 있다. "열역학은 열이 일로 변환되는 조건을 탐구한다. 열역학에서 온도란 열이 일로 변환되는 척도라고 한다. 높은 온도의 열은 더 풍부하며 더 많은 일을 한다. 일은 무한대의 온도를 가진 열로 간주되며 조건없이 쓸 수 있는 열이다." 이것은 온도가 동치관계로서의 열역학 제0법칙이 가리키는 특별한 변수인 이유이다. 

## 열역학 제0법칙의 물리적 의미
이 글은 종종 교과서에 요약되어 있는 열역학 제0법칙을 기술한다. 그럼에도 불구하고 이 일반적인 진술은 아마도 그것을 뒷받침하는 완전한 물리적 의미를 명시적으로 전달하지 못할 것이다. 그 바탕이 되는 물리적 의미는 아마도 맥스웰이 그의 1871년 교과서에서 처음으로 명확히 했을 것이다.
Carathéodory의 이론(1909)에서, 비록 열이 명시적으로 정의되어 있지 않지만, "열만 통과시키는" 벽이 존재한다고 가정한다. 이것은 벽의 존재에 대한 물리적 가정이다. 그러나 위에서와 같이 열의 종류는 한 가지뿐이라고는 하지 않는다. Carathéodory의 논문에서 그러한 벽들에 대한 설명의 단서 4에 다음과 같이 기술하고 있다: "계 S1 과 S2 가 동일한 조건에서 세 번째 계 S3 와 평형에 도달하도록 만들어졌을 때, 계 S1 과 S2는 상호 평형 상태에 있다." 제0법칙이라고 하지는 않았지만 일이나 물질 전달을 제외한 에너지 전달이 존재한다는 정보를 제공함은 물론이고 나아가 그러한 벽이 한 종류이고 전달도 한 종류 뿐이라는 점에서 전달이 독특하다는 정보를 제공하는 것은 이 논문의 장점이다. 
이것은 Carathéodory의 논문에서 변형 변수(deformation variables, 크기 변수)의 수는 제한되지 않지만 열역학 상태를 표시하기 위한 비변형 변수(non-deformation variables, 세기 변수)가 정확하게 한 개 필요하다는 것을 암시한다. 그러므로 그가 이 논문의 도입부에서 "일반 역학적 양과는 다른 성질을 가진 물리량으로 열의 존재를 가정하지 않고 전체 이론을 발전시키는 것이 가능하다"고 했을 때 Carathéodory가 뜻한 바가 정확히 무엇인지는 명확하지 않다.
맥스웰(1871)은 "모든 열은 같은 종류"라는 말로 요약된 어느 정도 긴 생각들을 논한다. 현대의 이론가들은 때때로 모든 적절한 온도 척도가 단조 함수로 대응되는 독특한 1차원 온도 다양체의 존재를 가정하여 이러한 생각을 표현하기도 한다. 이것은 표현하는 척도의 다양성에 관계없이 한 종류의 온도만 존재한다는 문장으로 표현할 수 있다. 이 생각의 또 다른 현대적 표현으로 "열이 통하는 모든 벽은 동등하다"라는 것이다. 이것은 또한 열역학 계들 사이에 정확히 한 종류의 비-역학적이며 물질 전달이 없는 접촉 평형이 있다고 말함으로써 표현될 수 있다.
이러한 생각들은 열역학 제0법칙에 대한 통상적인 진술의 물리적 의미를 명확히 하는 데 도움이 된다고 볼 수 있다. 위대한 사상가들이 통계역학에서 엔트로피 증가 법칙을 유도하는 목표를 이루지 못했다는 것이 Lieb와  Yngvason (1999년)의 의견이다. 따라서 열과 온도가, 예를 들어 맥스웰과 플랑크에 의해 표현된 것처럼, 열역학에 대한 일관성 있는 원시 개념으로 필요한지는 고려의 대상이다. 한편, 1926년 플랑크는 자연적 열역학 과정으로서 마찰이 가지는 불가역적이고 보편적인 성격을 언급함으로써 열이나 온도에 대한 언급 없이 제2법칙을 진술할 수 있음을 명확히 하였다.

## 역사
Arnold Sommerfeld에 따르면 Ralph H. Fowler는 1935년에 쓰여진 Saha와 Srivastava의 글을 논의할 때 '열역학 제0법칙'이라는 이름을 발명하였다고 한다. 이들은 1 페이지에 "모든 물리학적 양은 수치적 관점에서 측정 가능해야 한다"라고 써놓았는데, 이들은 온도가 물리학적 양이라는 것을 가정하여, "만약 물체 A가 두 물체 B, C와 열평형 상태에 있다면, B와 C는 서로 열평형 관계일 것이다"라는 진술을 연역해내었다. 그리고 그들은 기본 가정을 정의하기 위해 다음과 같이 말한다:
"열을 가함으로써 변하는 A의 물리적 특징은 온도의 측정을 위해 관측되고 이용될 수 있다."
여기서 Saha와 Srivastava는 '열역학 제0법칙'이라는 용어를 사용하지 않았다. 물리 개념에 대한 이러한 진술은 이 문서 전에도 물리학 문헌에 매우 많이 보인다. 전과 다른 새로운 점은 이러한 아이디어를 '열역학 제0법칙'이라고 이름 붙이는 것이다. Fowler와 Guggenheim은 다음과 같이 제0법칙을 썼다:
...we introduce the postulate: 만약 두 assembly(집합)가 각각 또다른 assembly와 열평형 상태라면, 두 assembly는 서로 열평형이다.
그 후 그들은 "여러 집합들에서 열평형 조건은 집합의 열역학 상태로부터 주어지는 일가 함수의 동일성이며, 이것은 온도 t라고 불릴 수 있고, 집합 중에서 아무거라도 적당한 눈금을 그어 온도 t를 읽는 "온도계"로 사용된다는 것을 보여줄 수 있다. 이러한 "온도의 존재"에 대한 가정은 열역학의 제0법칙이라 할 수 있다. 온도가 계의 상태의 고유한 속성이라는 것은 Fowler와 Guggenheim의 말로부터는 명확하지 않다. 또한 이들의 진술은 통계역학적인 집합을 명시적으로 언급한 것이며, 거시 열역학적으로 정의된 계를 언급하는 것은 아니다.

### 인용
1. ↑  Carathéodory, C. (1909).
2. 1 2 3 4  Maxwell, J.C. (1871), p. 57.
3. ↑  Bailyn, M. (1994), pp. 24, 144.
4. 1 2  Lieb, E.H., Yngvason, J. (1999), p. 56.
5. ↑  Lieb, E.H., Yngvason, J. (1999), p. 52.
6. ↑  Planck. M. (1914), p. 2.
7. ↑  Buchdahl, H.A. (1966), p. 73.
8. ↑  Kondepudi, D. (2008), p. 7.
9. ↑  Dugdale, J.S. (1996), p. 35.
10. ↑  Sommerfeld, A. (1923), p. 36.
11. ↑  Carathéodory, C. (1909), Section 6.
12. ↑  Serrin, J. (1986), p. 6.
13. ↑  Bailyn, M. (1994), p. 23.
14. ↑  Lieb, E.H., Yngvason, J. (1999), p. 5.
15. ↑  Lieb, E.H., Yngvason, J. (1999), p. 5.
16. ↑  Sommerfeld, A. (1951/1955), p. 1.
17. ↑  Saha, M.N., Srivastava, B.N. (1935), p. 1.

### 인용 문헌
- Bailyn, M. (1994). 《A Survey of Thermodynamics》. New York: American Institute of Physics Press. ISBN 978-0-88318-797-5.
- Buchdahl, H. A. (1966). 《The Concepts of Classical Thermodynamics》. Cambridge University Press.
- Carathéodory, C. (1909). “Untersuchungen über die Grundlagen der Thermodynamik”. 《Mathematische Annalen》 (독일어) 67 (3): 355–386. doi:10.1007/BF01450409. A translation may be found here. A partly reliable translation is to be found at Kestin, J. (1976). The Second Law of Thermodynamics, Dowden, Hutchinson & Ross, Stroudsburg PA.
- Dugdale, J. S. (1996). 《Entropy and its Physical Interpretation》. Taylor & Francis. ISBN 0-7484-0569-0.
- Fowler, R., Guggenheim, E.A. (1939/1965). Statistical Thermodynamics. A version of Statistical Mechanics for Students of Physics and Chemistry, first printing 1939, reprinted with corrections 1965, Cambridge University Press, Cambridge UK.
- Kondepudi, D. (2008). 《Introduction to Modern Thermodynamics》. Wiley. ISBN 978-0470-01598-8.
- Lieb, E.H., Yngvason, J. (1999). The physics and mathematics of the second law of thermodynamics, Physics Reports, 310: 1–96.
- Maxwell, J. Clerk (1871). 《Theory of Heat》. London: Longmans, Green, and Co.
- Planck. M. (1914). The Theory of Heat Radiation, a translation by Masius, M. of the second German edition, P. Blakiston's Son & Co., Philadelphia.
- Planck, M. (1926). Über die Begründing des zweiten Hauptsatzes der Thermodynamik, S.B. Preuß. Akad. Wiss. phys. math. Kl.: 453–463.
- Saha, M.N., Srivastava, B.N. (1935). A Treatise on Heat. (Including Kinetic Theory of Gases, Thermodynamics and Recent Advances in Statistical Thermodynamics), the second and revised edition of A Text Book of Heat, The Indian Press, Allahabad and Calcutta.
- Serrin, J. (1986). Chapter 1, 'An Outline of Thermodynamical Structure', pages 3–32, in New Perspectives in Thermodynamics, edited by J. Serrin, Springer, Berlin, ISBN 3-540-15931-2.
- Sommerfeld, A. (1923). Atomic Structure and Spectral Lines, translated from the third German edition by H.L. Brose, Methuen, London.
- Sommerfeld, A. (1951/1955). Thermodynamics and Statistical Mechanics, vol. 5 of Lectures on Theoretical Physics, edited by F. Bopp, J. Meixner, translated by J. Kestin, Academic Press, New York.

## 참고 문헌
- Atkins, Peter (2007). 《Four Laws That Drive the Universe》. New York: Oxford University Press. ISBN 978-0-19-923236-9.